# Zwierzyn (Powiat Strzelecko-Drezdenecki)
Zwierzyn (deutsch Neu Mecklenburg) ist ein Dorf mit Sitz einer gleichnamigen Landgemeinde in der polnischen Woiwodschaft Lebus und gehört zum Powiat Strzelecko-Drezdenecki (Kreis Friedeberg-Driesen).

## Geographische Lage
Zwierzyn liegt am Nordrand des Netzebruchs im Stadtbruch von
Strzelce Krajeńskie (Friedeberg (Neumark)). Durch den Ort verläuft die Woiwodschaftsstraße 156 von Strzelce Krajeńskie (5 km) nach Drezdenko (Driesen), in die hier eine Nebenstraße von Przylęg (Altenfließ) an der Landesstraße 22 über Górki Notecki (Gurkow) einmündet.
Im Ort ist die Bahnstation Strzelce Krajeńskie Wschod (bis 1945 Friedeberg (Neumark)) an der früheren Preußischen Ostbahnstrecke und heutigen Polnischen Staatsbahnlinie 203 von Kostrzyn nad Odrą (Küstrin) nach Tczew (Dirschau).

## Ortsname
Der deutsche Ortsname Neu Mecklenburg ergibt sich aus der Gründung des Ortes durch Ansiedlung von Arbeiterfamilien aus Mecklenburg. Die polnische Ortsbezeichnung Zwierzyn kommt noch einmal in der Woiwodschaft Westpommern vor in dem Ort Zwierzyn (Schwerinsfeld), nur 50 Luftlinienkilometer entfernt.

## Dorf Zwierzyn (Neu Mecklenburg)

### Geschichte
Mitte des 18. Jahrhunderts sollte die Bürgerschaft der Stadt Friedeberg (Neumark) (heute polnisch: Strzelce Krajeńskie) zur Urbarmachung des südlichen Stadtbruchs beitragen. Diese lehnte jedoch ab. Deshalb musste die im Jahre 1765 ein Viertel ihrer Bruchwiesen ohne Entschädigung abtreten. Hier wurde Neu Mecklenburg mit den Ortschaften Grundsaue (Brześcianki) und Zwick gegründet. 80 Arbeiterfamilien, die zum größten Teil aus Mecklenburg stammten, erhielten je vier Morgen Wiesengrund und wurden in 40 Doppelhäusern im langgezogenen Straßendorf angesiedelt. Aus Polen kam Johann Martin Müller, dem die Neumühle übertragen wurde.
Von 1816 bis 1945 gehörte Neu Mecklenburg zum Landkreis Friedeberg Nm. Er war bis 1938 Teil des Regierungsbezirks Frankfurt (Oder) in der preußischen Provinz Brandenburg. Zwischen 1938 und 1945 war er in den Regierungsbezirk Grenzmark Posen-Westpreußen eingegliedert und gehörte zur Provinz Pommern.
Neu Mecklenburg bildete einen eigenen Amts- und Standesamtsbezirk und gehörte zum Amtsgerichtsbereich Strzelce Krajeńskie. 1925 lebten hier 1.009 Einwohner. Ihre Zahl stieg bis 1933 auf 2.085 und betrug 1939 noch 1.110.
Seit 1945 trägt Neu Mecklenburg den Namen Zwierzyn und ist Sitz der gleichnamigen Gmina im Powiat Strzelecko-Drezdenecki in der Woiwodschaft Lebus (bis 1998 Woiwodschaft Landsberg). Im Dorf leben heute 1.300 Einwohner.

### Kirche
Die ursprüngliche Fachwerkkirche mit Turm entstand im Jahre 1767. Kirchenpatron war bis 1945 die Stadt Strzelce Krajeńskie. Das Dorf gehörte zum Kirchenkreis Friedeberg (Neumark) in der Kirchenprovinz Brandenburg der Kirche der Altpreußischen Union.
178 Jahre war die Kirche ein evangelisches Gotteshaus. Nach 1945 wurde sie von der Katholischen Kirche in Polen übernommen. Zwischen 1990 und 1995 wurde sie mit Backsteinen ummauert und erhielt einen vorgesetzten Westturm. Sie trägt nun den Namen Johannes der Täufer und ist Pfarrkirche der gleichnamigen Pfarrei, zu der die Filialgemeinden Gościmiec (Gottschimmerbruch) und Żółwin (Friedebergschbruch) gehören. Sie liegt im Dekanat Strzelce Krajeńskie (Friedeberg (Neumark)) im Bistum Grünberg-Landsberg.
In Zwierzyn lebende evangelische Kirchenglieder werden jetzt vom Pfarramt in Gorzów Wielkopolski (Landsberg a.d. Warthe) in der Diözese Breslau der Evangelisch-Augsburgischen Kirche in Polen betreut.

## Gmina Zwierzyn

### Allgemeines
Die Landgemeinde Zwierzyn umfasst eine Fläche von 101 km², was 8,9 % der Gesamtfläche des Powiat Strzelecko-Drezdenecki entspricht. Hiervon werden 73,5 % landwirtschaftlich und 12 % forstwirtschaftlich genutzt. In der Gmina leben 4.444 Einwohner.
Die Gmina Zwierzyn gehört zum Powiat Strzelecko-Drezdenecki in der Woiwodschaft Lebus (bis 1998 Woiwodschaft Landsberg). Die südliche Gemeindegrenze bildet die Noteć (Netze). Durch den Nordbereich zieht sich der Kanał Otok (Randkanal), ein Entlastungsstraße zur Netze. Im Westbereich verläuft das Flüsschen Sarbina (Zorbenfließ).
Nachbargemeinden der Gmina Zwierzyn sind:
- Drezdenko (Driesen), Stare Kurowo (Altkarbe) und Strzelce Krajeńskie (Friedeberg (Neumark)) im Powiat Strzelecko-Drezdenecki, sowie
- Santok (Zantoch) im Powiat Gorzowski.

### Gemeindegliederung
Zur Landgemeinde Zwierzyn gehören 17 Ortschaften, die 11 Ortsteilen („Schulzenämter“) zugeordnet sind.
- Ortsteile:

| - Błotno (Brenkenhofsbruch) - Brzezinka (Birkbruch) - Górecko (Alt Gurkowschbruch) - Górki Notecki (Gurkow) - Gościmiec (Gottschimmerbruch) - Przysieka-Górczyna (Steinhöfel-Neu Gurkowschbruch) | - Rzekcin (Ritzenswunsch) - Sarbiewo (Mückenburg) - Żółwin (Friedebergschbruch) - Zwierzyn I (Neu Mecklenburg) - Zwierzyn II |

- Übrige Ortschaften:
- Mielnica, Owczarki (Hammelstall), Pełczyna (Pulsbruch), Sierosławiec (Friedeberger Wiesen) und Zagaje (Eichwerder).

### Verkehr

#### Straßen
Das Gebiet der Gemeinde Zwierzyn wird durch zwei Woiwodschaftsstraße und eine Nebenstraße erschlossen:
- DW 156: Strzelce Krajeńskie (Friedeberg (Neumark)) (an der Landesstraße 22, ehemalige Reichsstraße 1)–Drezdenko (Driesen) (an den Woiwodschaftsstraßen DW 158, DW 160, DW 164, DW 181)
- DW 157: Duraczewo (Neuewiese)–Zwierzyn
- Przyłeg (Altenfließ) (an der DK 22/R 1)–Górki Noteckie (Gurkow)–Zwierzyn.

#### Schienen
Durch den Nordrand der Gmina Zwierzyn führt die PKP-Linie 203 von Kostrzyn nad Odrą (Küstrin) nach Tczew (Dirschau) (ehemalige Preußische Ostbahn). Im Gemeindegebiet liegen die drei Bahnstationen Strzelce Krajeńskie Wschod (Friedeberg (Neumark)-Ost), Sarbiewo (Mückenburg) und Górki Noteckie (Gurkow). Die frühere Schienenverbindung der Friedeberger Bahnen zum Friedeberger Stadtbahnhof und darüber hinaus nach Lubiana (Alt Libbehne) existiert nicht mehr.

### Partnerschaft
Zwierzyn pflegt eine Partnerschaft mit der deutschen Gemeinde Rehfelde in Brandenburg.